# No Ordinary Love
«No Ordinary Love» —en español: ‘No es un amor común’— es el primer sencillo desprendido del cuarto álbum de estudio de la banda británica Sade, Love Deluxe (1992). Se lanzó originalmente en octubre de 1992 por Epic Records, alcanzando el puesto número 26 en el Reino Unido. Tras su relanzamiento alcanzó una mejor ubicación en el número 14 en junio de 1993. Además fue premiada con el Grammy a la mejor interpretación de R&B en 1994. El video musical está dirigido por Sophie Muller, en el cual aparece Sade Adu vestida como sirena y como una novia. 
«No Ordinary Love» a menudo se considera una de las canciones más reconocidas de Sade, junto a «Paradise» de 1988, y «Smooth Operator» de 1985.
La canción apareció en la película de 1993, Indecent Proposal, aunque no fue incluida en el álbum de la banda sonora de la película.

## Versiones
- La banda estadounidense de metal alternativo Deftones grabó su versión inicialmente incluida en el sencillo de «Change (In the House of Flies)» editado en 2000.[3] Posteriormente fue incluida en el álbum recopilatorio B-Sides & Rarities del 2005, con los coros de Jonah Matranga de Far.
- La banda serbia de hard rock Night Shift incluyó la suya en su álbum de versiones Undercovers de 2002.[4]
- En 2008, Richard Marx incluyó su versión en su álbum auto editado Sundown.
- Los artistas australianos Walden y Havana Brown lanzaron una versión electrónica en 2015.[5]

## Lista de canciones y formatos
CD sencillo (Reino Unido)
1. «No Ordinary Love» – 5:22
2. «Paradise» (Remix) – 5:40
3. «No Ordinary Love» (Álbum Versión) – 7:18

Vinilo de 7" (Reino Unido)
- Lado A:

1. «No Ordinary Love» – 5:22

- Lado B:

1. «Paradise» (Remix) – 5:40

Vinilo de 12" (Reino Unido)
- Lado A:

1. «No Ordinary Love» (Álbum Versión) – 7:18

- Lado B:

1. «Paradise» (Remix) – 5:40
2. «Paradise» (Drums and Sade) – 5:40

CD sencillo (Estados Unidos)
1. «No Ordinary Love» – 5:23
2. «Paradise» (Remix) – 5:40

## Posicionamiento en listas
| País           | Lista (1992-93)         | Mejor posición |
| -------------- | ----------------------- | -------------- |
| Alemania       | Media Control AG        | 43             |
| Australia      | ARIA Singles Chart      | 21             |
| Bélgica        | VRT Top Chart           | 37             |
| Estados Unidos | Billboard Hot 100       | 28             |
| Estados Unidos | Hot R&B/Hip-Hop Songs   | 9              |
| Estados Unidos | Adult Contemporary      | 14             |
| Francia        | SNEP Singles Chart      | 20             |
| Italia         | FIMI Singles Chart      | 5              |
| Nueva Zelanda  | NZ Top 40 Singles Chart | 17             |
| Países Bajos   | Dutch Top 40            | 19             |
| Reino Unido    | UK Singles Chart        | 14             |
| Suecia         | Topplistan              | 33             |
| Suiza          | Swiss Singles Chart     | 23             |